# Parafia Matki Bożej Królowej Polski w Kątach
Parafia Matki Bożej Królowej Polski w Kątach – parafia rzymskokatolicka znajdująca się w diecezji rzeszowskiej w dekanacie Nowy Żmigród. 
Kościół parafialny, murowany zbudowano w 1981 r. Parafia została erygowana w 1987 roku przez ówczesnego ordynariusza przemyskiego abpa Ignacego Tokarczuka.
Na terenie parafii swój dom zakonny mają Siostry Szarytki.